# Abbendorf (Scheeßel)
Abbendorf (niederdeutsch: Abbendörp) ist ein Ortsteil der Gemeinde Scheeßel im Landkreis Rotenburg (Wümme) in Niedersachsen.

## Lage
Abbendorf gehört zur Einheitsgemeinde Scheeßel und liegt am Nordrand der Lüneburger Heide im Elbe-Weser-Dreieck.
Umschlossen wird Abbendorf von der rund 2,5 km Hesedorf bei Gyhum im Westen, dem etwa 2 km entfernten Hetzwege im Osten, dem rund 5 km entfernten Elsdorf im Norden beziehungsweise Nordwesten und dem 2 km entfernten Langenhörn (Borchel, Stadt Rotenburg (Wümme)) im Süden.

## Geschichte
Im Ersten Weltkrieg fielen sieben Bewohner Abbendorfs oder wurden vermisst. Im Zweiten Weltkrieg sind 13 Gefallene verzeichnet.
Abbendorf wurde mit Wirkung zum 1. März 1974 nach „Ratifizierung des Gebietsänderungsvertrages vom 20. Dezember 1973“ gemeinsam mit den anderen heutigen Ortsteilen von Scheeßel zur Einheitsgemeinde Scheeßel zusammengeführt.

## Politik
Eine Besonderheit des Ortes Abbendorf ist die politische Bildung einer Ortschaft gemeinsam mit dem Ortsteil Hetzwege. Beide seien laut Aussage der gemeinsamen Internetpräsenz „politisch eine Ortschaft mit einem gemeinsamen Ortsrat und Ortsbürgermeister“.

### Ortsrat
Der gemeinsame Ortsrat von Abbendorf und Hetzwege setzt sich aus neun Mitgliedern zusammen. Die Ratsmitglieder werden durch eine Kommunalwahl für jeweils fünf Jahre gewählt.
Bei der Kommunalwahl 2021 ergab sich folgende Sitzverteilung:
- Wählergemeinschaft Ortsrat Hetzwege (WOH): 9 Sitze

### Ortsbürgermeister
Ortsbürgermeister ist Reinhard Frick und Stellvertreter Hermann Hilken.

## Kultur und Sehenswürdigkeiten

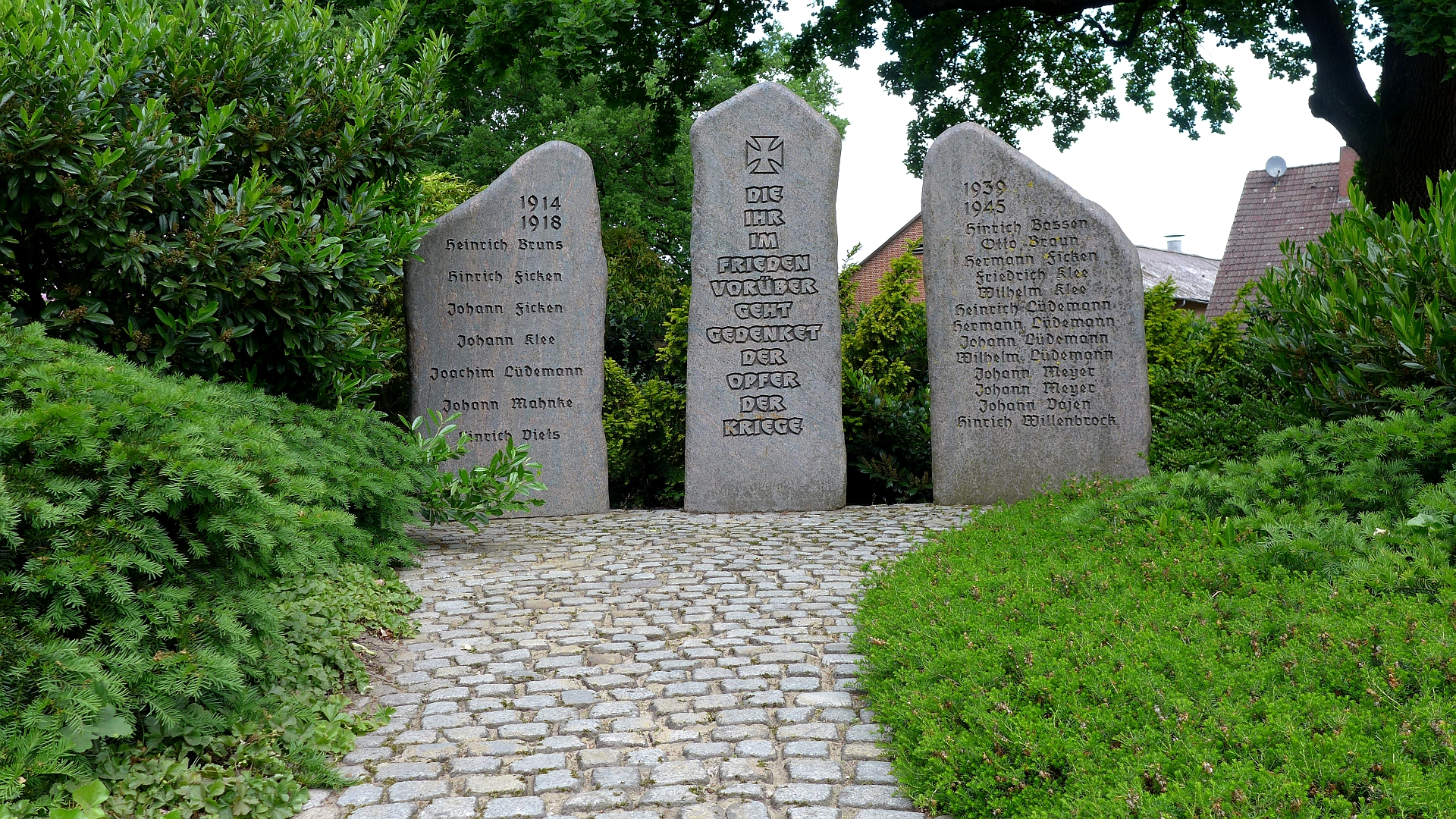
Kriegsdenkmal in Abbendorf

- Wohn- und Wirtschaftsgebäude Hesedorfer Straße 5 von 1797 in Fachwerk
- Wohn- und Wirtschaftsgebäude Elsdorfer Straße 13 von um 1800 in Fachwerk
- Denkmal für die Gefallenen im Zweiten Weltkrieg an der Hauptstraße von Abbendorf

## Wirtschaft und Infrastruktur

### Verkehr
Von Norden kommend verläuft in Richtung Osten die Landesstraße 131, die im Ort mit der Kreisstraße 141 aus Hesedorf kommend zusammenkommt. Die nächstgelegene Autobahnanbindung befindet sich in Elsdorf (Bundesautobahn 1 – Anschlussstelle 48).

### Vereine
- De Abbendörper
- Schützenverein Abbendorf-Hetzwege von 1912, 1934 umbenannt mit der Ergänzung Hetzwege[4]
- Spielmannszug Abbendorf-Hetzwege
- Sportverein „Germania“ Hetzwege/Abbendorf

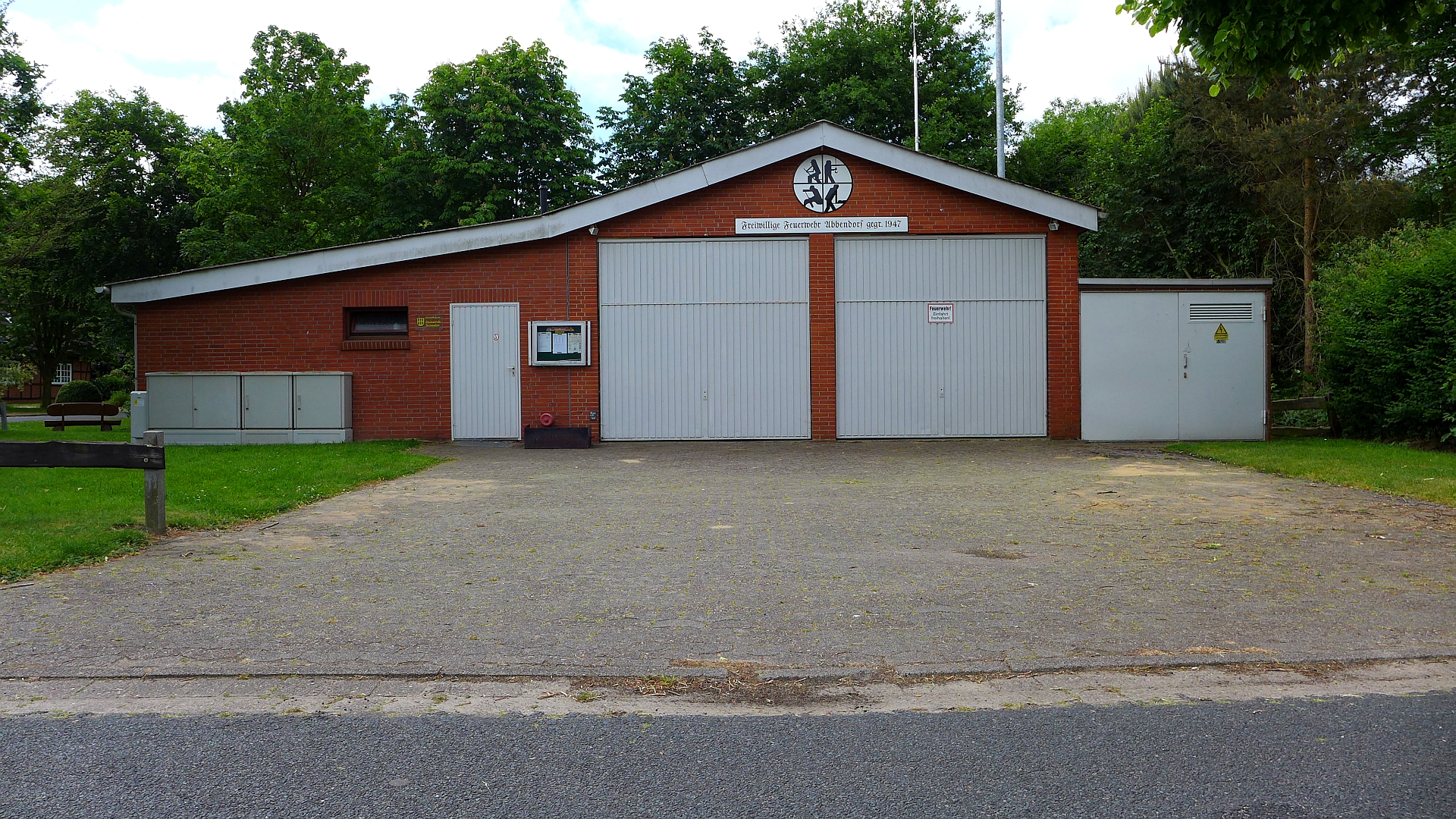
Feuerwehrhaus der Freiwilligen Feuerwehr
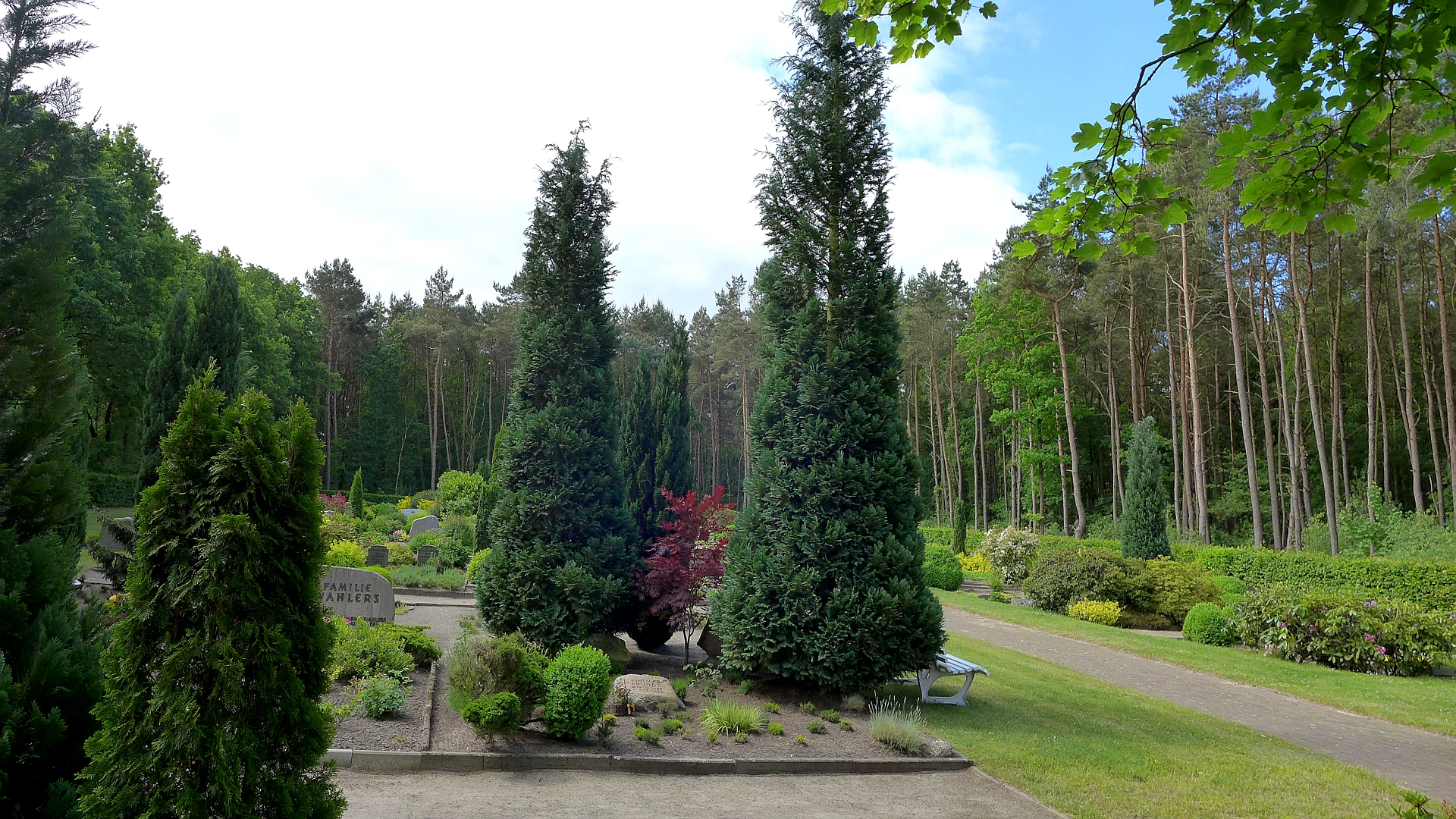
Friedhof von Abbendorf